# Institut St. Philipp Neri

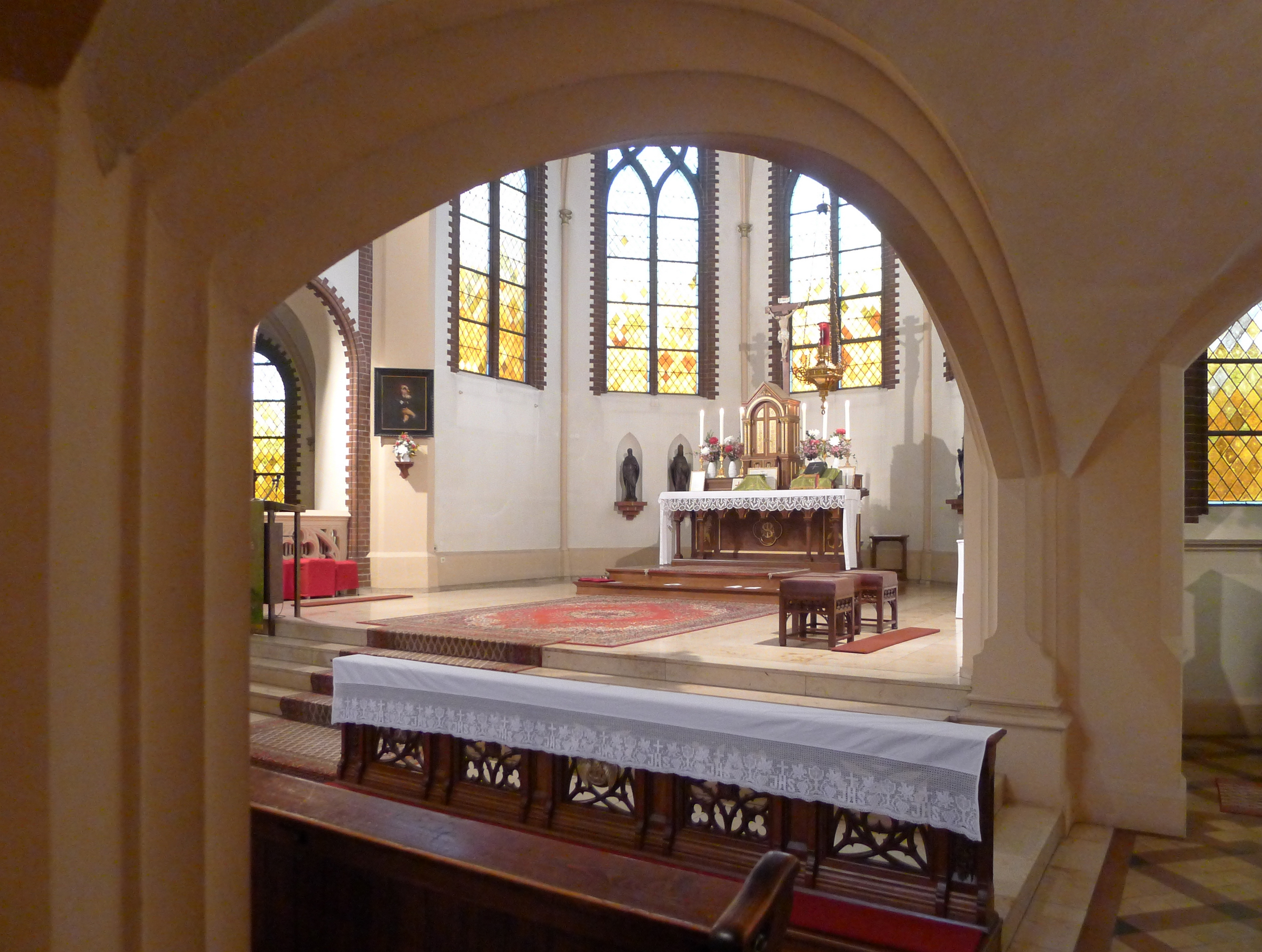
Hochaltar in St. Afra

Das Institut St. Philipp Neri (ISPN) in Berlin ist eine im Jahr 2003 gegründete traditionalistische Gesellschaft apostolischen Lebens päpstlichen Rechts, die die Liturgie in der Form des römischen Ritus nach dem Missale Romanum von 1962 feiert.

## Selbstdarstellung
Das ISPN sieht sich selbst als eine Organisation, die sich gegen einen von ihr diagnostizierten „offensichtlichen Verfall des Glaubens in Gesellschaft und Kirche und die zunehmende Polarisierung zwischen unterschiedlichen innerkirchlichen Denkrichtungen“ wendet.  Das Institut wolle dem „Zeitgeist und seinen Banalisierungstendenzen“ nicht nachgeben und stattdessen „die Pflege der katholischen Tradition mit einer der Zeit gemäßen Pastoral verbinden“. Das Institut konkretisiert seine selbstgestellten Aufgaben folgendermaßen:
„Im Aufbau sind Programme zur geistlichen Betreuung von Alten und Kranken sowie Informations- und Bildungsveranstaltungen auf katholischer Grundlage. Schritt für Schritt wird dabei erkennbar, was das heißt: Zeitgemäße Pastoral in einer neuheidnischen Großstadt, in der man öfter eine Muslima in Burka als einen Priester in der Soutane sieht.“

## Geschichte

### Gründung
Das Institut St. Philipp Neri wurde 2003 gegründet und am 26. Mai 2004 durch Kardinal Darío Castrillón Hoyos im Namen der päpstlichen Kommission Ecclesia Dei errichtet.
Der Name des Instituts verweist auf das von dem heiligen Philipp Neri begründete Oratorium. Als Propst und Oberer des ISPN amtierte bis 2024 der Gründer Gerald Goesche. Zuvor hatte er als Gast sechs Jahre als Seelsorger der zur traditionalistischen Priesterbruderschaft St. Pius X. gehörenden St.-Petrus-Kapelle in Berlin-Kreuzberg gewirkt und deren Kirchneubau, das Priorat St. Petrus am Breitenbachplatz, organisiert und begleitet. Die übrigen Gründungsmitglieder des Instituts hatten der Bruderschaft als Diakone bzw. Seminaristen angehört. Die Feier der Liturgie mit den liturgischen Büchern von 1962 war bis zum Erscheinen des Motu proprios Summorum Pontificum Papst Benedikts XVI. im Herbst 2007 nur mit einem Indult für Institute des geweihten Lebens und Gesellschaften des apostolischen Lebens möglich gewesen. Benedikt XVI. unterstützte die Errichtung des Instituts noch in seiner Zeit als Kardinal und auch späterhin.
In der Gründungsphase wurde das Institut vom päpstlichen Hilfswerk Kirche in Not finanziell gefördert. Es bezieht keine direkten Mittel aus der Kirchensteuer und ist auf Einkünfte aus eigener Arbeit sowie Spenden angewiesen. Katholische Publizisten wie Paul Badde und Martin Mosebach unterstützen es in ihrem Einsatz für die alte Liturgie.
Neben dem Hauptsitz in St. Afra feierten Mitglieder des Instituts zeitweise auch heilige Messen nach dem Missale von 1962 in Trier (tägliche Messe), Potsdam (wöchentliche Sonntagsmesse) und Jauernick bei Görlitz (monatlich). Im Auftrag des damaligen Bischofs von Trier, Reinhard Marx, übernahm das Institut außerdem 2007 vorübergehend die Seelsorge der St.-Martins-Gemeinde in Püttlingen, die die Liturgie ebenfalls in der außerordentlichen Form feiert.

### Baronius-Akademie
Am 1. November 2012 errichtete Gerald Goesche am Institut die Baronius-Akademie zur Ausbildung von Priestern, die in enger Zusammenarbeit mit päpstlichen Hochschulen in Rom das Studium für die Seminaristen am eigenen Institut als Hausstudium organisieren soll. Es richtet sich nach eigenen Angaben aus an der Scholastik in der Tradition des heiligen Thomas von Aquin mit einem Schwerpunkt auf Metaphysik und Naturphilosophie sowie an der Spiritualität des heiligen Philipp Neri, um die Absolventen zu befähigen, als „engagierte Christen in die intellektuelle Debatte in einer pluralistischen Gesellschaft“ gegenüber „einer ‚Diktatur des Relativismus‘ der Ideologien und einer ‚Kultur des Todes‘“ eintreten und „den Standpunkt einer christlichen Philosophie vertreten und verteidigen zu können“.

### Klage vor dem Berliner Verwaltungsgericht
Im April 2020 klagte Gerald Goesche im Namen des Freundeskreises St. Philipp Neri auf den Erlass einer Anordnung, während der COVID-19-Pandemie in Deutschland öffentliche Gottesdienste mit bis zu 50 Teilnehmern feiern zu dürfen. Die katholische Kirche in Deutschland distanzierte sich von der Klage. Der Staatsrechtler Christian Hillgruber hingegen bezeichnete das Vorgehen Goesches als berechtigt. Die Religionsfreiheit sei „wie kaum ein anderes Grundrecht auf gemeinschaftliche Ausübung angelegt und angewiesen“. Daher müssten in begrenztem Umfang auch für Messen und Gottesdienste Ausnahmen zugelassen werden, zumal in der österlichen Zeit. Auch der Staatsrechtler Horst Dreier beurteilte das pauschale Verbot als „sehr problematisch“. Er frage sich, warum Gottesdienste nicht anders organisiert werden dürften, indem man etwa Abstandsregeln einführe und mehrere Gottesdienste am Tag mit begrenzter Teilnehmerzahl abhalte. Online-Gottesdienste seien kein wirklicher Ersatz.
Die Klage wurde vom Verwaltungsgericht Berlin am 7. April 2020 abgewiesen mit der Begründung, der Eingriff in das Grundrecht der Religionsfreiheit sei durch widerstreitende Grundrechte und Werte von Verfassungsrang gerechtfertigt, wie den Schutz des Lebens und der Gesundheit sowie die Aufrechterhaltung eines funktionierenden öffentlichen Gesundheitssystems. Goesche legte am 8. April 2020 Beschwerde beim Oberverwaltungsgericht Berlin-Brandenburg ein. Besonders unverständlich sei insbesondere die Feststellung der ersten Instanz, dass der Staat Art und Umfang der Religionsausübung festlegen dürfe, indem er eine stille Einkehr in Kirchen gestatte, gottesdienstliche Feiern jedoch verbiete. Hier wolle man „eine Klärung erreichen, denn es steht dem Staat nicht zu, die Formen der Religionsausübung vorzugeben.“
Der Erzbischof von Köln, Kardinal Rainer Woelki, erklärte am selben Tag zu den Klagen einzelner Gemeinden gegen das Verbot öffentlicher Gottesdienste, solche Verbote seien nach Auskunft eines Staatsrechtlers rechtsstaatlich möglich, und äußerte die Sorge, dass bei Verstößen gegen die Auflagen „die kommunalen Verantwortlichen die jetzt noch offenen Kirchen schließen“ könnten.
Das Oberverwaltungsgericht wies den Eilantrag zurück, mit der Begründung, dass die Gottesdienste, die die Antragsteller in der Karwoche sowie an Ostern feiern wollten, „die erhebliche Gefahr weiterer Infektionen bergen“ würden. Am 10. April bestätigte auch das Bundesverfassungsgericht das Versammlungsverbot, der Schutz von Leib und Leben genieße Vorrang vor der Glaubensfreiheit, selbst wenn überaus schwerwiegend in diese eingegriffen werde.
In Folge der Medienberichterstattung über die vom Institut angestrengten rechtlichen Verfahren kam es laut Probst Goesche neben positiven Reaktionen auch zu schwerwiegenden  Anfeindungen gegenüber dem ISPN.

### Kirchliche Aufsicht
Seit dem päpstlichen Motu Traditionis custodes vom 16. Juli 2021 ist das Dikasterium für die Institute geweihten Lebens und für die Gesellschaften apostolischen Lebens die zuständige kirchliche Aufsichtsbehörde; vorher waren die traditionalistischen Gruppen der Päpstlichen Kommission Ecclesia Dei und seit 2019 direkt der Kongregation für die Glaubenslehre unterstellt.

### Leitung
Seit der päpstlichen Errichtung als Gesellschaft des apostolischen Lebens am 26. Mai 2004 leitete Gerald Goesche das Institut St. Philipp Neri ohne Unterbrechung als Propst. Am 28. November 2024 trat er aus gesundheitlichen Gründen zurück, und Pater Marco Piranty wurde für zunächst drei Jahre zu seinem Nachfolger als Propst und damit als Leiter des Instituts gewählt.

## Institutskirche St. Afra
Als Institutskirche wurde 2006 für 450.000 Euro von der Kongregation der Schwestern von der hl. Elisabeth die St.-Afra-Kirche in der Graunstraße 31 in Berlin-Gesundbrunnen erworben. 2008 kaufte das Institut St. Philipp Neri auch die dazugehörigen Stiftsgebäude. Die sich um dieses Zentrum versammelnde Personalgemeinde zählt nach Angaben des Instituts mehrere hundert Personen.

## Gemeinde und Trivia
Zu den Besuchern sollen unter anderem auch Sibylle Lewitscharoff († 2023), Bernhard Schodrowski (CDU) und Beatrix von Storch (AfD) gehören. Anzeigenkunde des Gemeinde-Rundbriefs ist wiederholt das neu-rechte Magazin Cato.